# Albertina Kassoma
Albertina da Cruz Kassoma, född 12 juni 1996, är en angolansk handbollsspelare som spelar för rumänska Rapid București och Angolas landslag.

## Klubbkarriär
Kassoma spelade handboll för Primeiro de Agosto i hemlandet Angola. Inför säsongen 2020/2021 skrev hon på för rumänska Rapid București. Efter endast en säsong i klubben återvände Kassoma till Primeiro de Agosto. I januari 2023 blev hon klar för en ny sejour i Rapid București.

## Landslagskarriär
Kassoma har representerat Angolas landslag vid VM 2013, OS 2016, VM 2017, VM 2019, OS 2020, VM 2021, VM 2023 och OS 2024. Hon har även varit en del av landslaget som tagit guld vid afrikanska spelen 2019 samt afrikanska mästerskapet 2016, 2018, 2021 och 2024.